# Yanhe
Der Autonome Kreis Yanhe der Tujia (沿河土家族自治县,  Yánhé Tǔjiāzú Zìzhìxiàn) ist ein chinesischer autonomer Kreis der Tujia der Stadt Tongren im Nordosten der Provinz Guizhou. Er hat eine Fläche von 2.472 Quadratkilometern und zählt 449.600 Einwohner (Stand: Ende 2018). Sein Hauptort ist die Großgemeinde Heping (和平镇).

## Administrative Gliederung
Auf Gemeindeebene setzt sich der autonome Kreis aus zehn Großgemeinden und zwölf Gemeinden zusammen. 